# 肥田幸春
肥田 幸春（ひだ ゆきはる、1952年5月3日 - ）は、日本の実業家。マンション販売不動産会社FJネクストホールディングスの創業者。同社の代表取締役会長や取締役を歴任。「ガーラ（GALA）マンションシリーズ」で知られる。

## 略歴・人物
- 静岡県伊東市出身。
- 神奈川大学卒業
- 大京観光入社、ライオンズマンションシリーズを販売[2]
- 1980年7月 - 代表取締役-28歳で独立、「不動住販株式会社」を設立（東京都新宿区西新宿7丁目、資本金100万円）
- 1983年8月 - 不動住販（株）を業務拡充のために東京都新宿区新宿5丁目4番に移転
- 1987年11月 - 不動住販（株）を業務拡充のために東京都新宿区5丁目18番に移転、「エフ・ジェー・管理（株）」を東京都新宿区新宿5丁目に設立
- 1989年11月 - 「（株）フロム1」を東京都新宿区新宿3丁目にて事業開始
- 1991年6月 - 不動住販（株）を「（株）エフ・ジェー・ネクスト」に商号変更
- 1994年8月 - 「ガーラシリーズ」発売開始
- 1995年
  - 1月 -（株）フロム1を業務拡充のために東京都新宿区新宿5丁目18番に移転
  - 12月 -（株）フロム1を「（株）シティウィング」に商号変更
- 1996年1月 -（株）シティウィング伊豆高原支店営業開始
- 1998年11月 -（株）エフ・ジェー・ネクスト横浜営業所開設
- 2000年7月 -（株）エフ・ジェー・ネクスト東京支社を東京都中央区に開設
- 2002年4月 -（株）エフ・ジェー・ネクスト新宿支社を東京都新宿区に開設
- 2004年12月 -（株）エフ・ジェー・ネクスト、ジャスダック証券取引所に上場、（株）エフ・ジェー・ネクストを資本金12億1,787万円に増資
- 2005年12月 - 「（株）レジテック コーポレーション」を東京都新宿区に設立
- 2007年3月 -（株）エフ・ジェー・ネクストから「（株）FJネクスト」へ社名表記を変更、東証二部に上場
- 2008年1月 -「FJリゾートマネジメント（株）」を静岡県伊東市に設立
- 2013年
  - 10月 -（株）FJネクスト、東証一部に上場
  - 11月 -（株）FJネクストを資本金27億7,440万円に増資
- 2014年10月 -「台灣益富傑股份有限公司」を台湾台北市に設立
- 2015年
  - 3月 -「（株）玉峰館」（静岡県賀茂郡河津町）の全株式を取得し、連結子会社化
  - 6月 -（株）FJネクスト、監査等委員会設置会社へ移行
- 2016年8月 - FJリゾートマネジメント（株）が（株）玉峰館を吸収合併
- 2021年6月 - （株）FJネクストの社長職を退く。代表取締役会長は継続。
- 2021年10月 - 持株会社体制に移行。（株）FJネクストは（株）FJネクストホールディングスに商号変更。

## エピソード
- 「販売から管理までを一気通貫で提供できる体制の構築」が目標であった。
- 松下幸之助を手本としており、「事業は人なり」の格言を踏襲し「人が事業の基と考えている」を座右の銘としている[要出典]。
- 2008年頃、肥田は不動産の強気相場に危機感を持っていたため、2008年9月のリーマンショックの影響をあまり受けずに済んだ。
- 趣味はゴルフ、温泉。
- 「GALA」の語源はスペイン語。｢お祭り｣、｢特別な催し｣を意味し、ガーラブランドでの住生活が明るく楽しいものになってほしいという願いを込めている。[3]